# Municipio de Xonacatlán
El municipio de Xonacatlán es uno de los 125 municipios del Estado de México. Se trata de uno de los municipios del Valle de Toluca. Su cabecera municipal es la población de Xonacatlán de Vicencio. Se ubica dentro de la Región Naucalpan en lo que es el norte del Monte de las Cruces.

## Toponimia

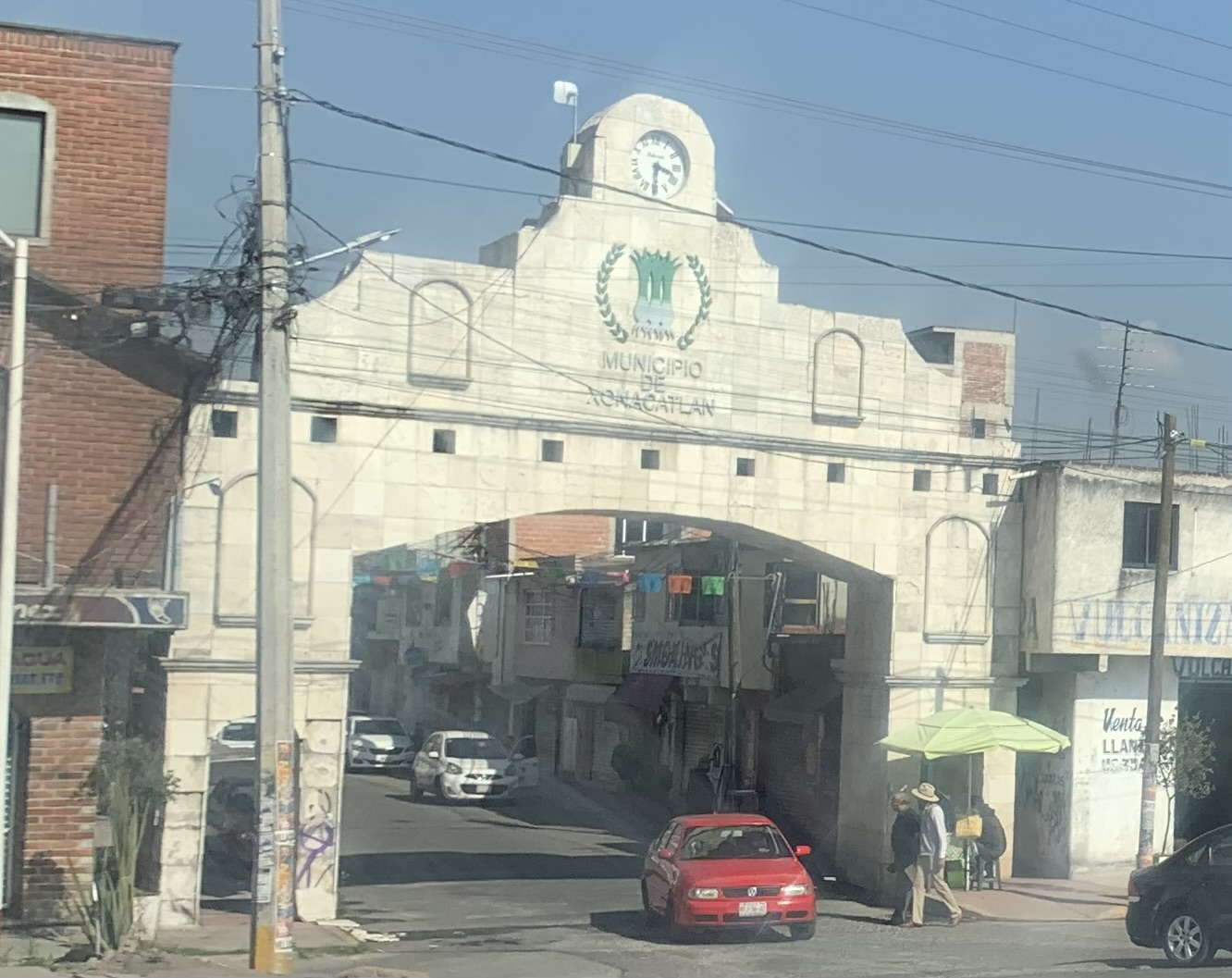
Arco de entrada

Su nombre es un topónimo náhuatl que significa "entre las cebollas", xonacatl, cebolla; tlan, entre.

## Geografía física

### Ubicación
Limita al norte con los municipios de Otzolotepec y Jilotzingo; al sur con Lerma; al este con Naucalpan. Según el censo del 2015 tiene una población total de 46 331 habitantes. Tiene una superficie de 65,85 km².

### Orografía
Xonacatlán cuenta con distintas elevaciones de hasta 3 mil metros sobre el nivel del mar tales como los cerros El Cardo, La Viga, El Conejo, El Coyote, El Órgano y El Potrero.
Originalmente la superficie de Xonacatlán fue un bosque de coníferas, con entornos montañosos y boscosos.

## Cultura
Su fiesta principal es la fiesta patronal católica el 4 de octubre en honor a San Francisco de Asís.
Una de sus comidas típicas es la Torta de Helado, siendo uno de los mayores atractivos al visitar este municipio.

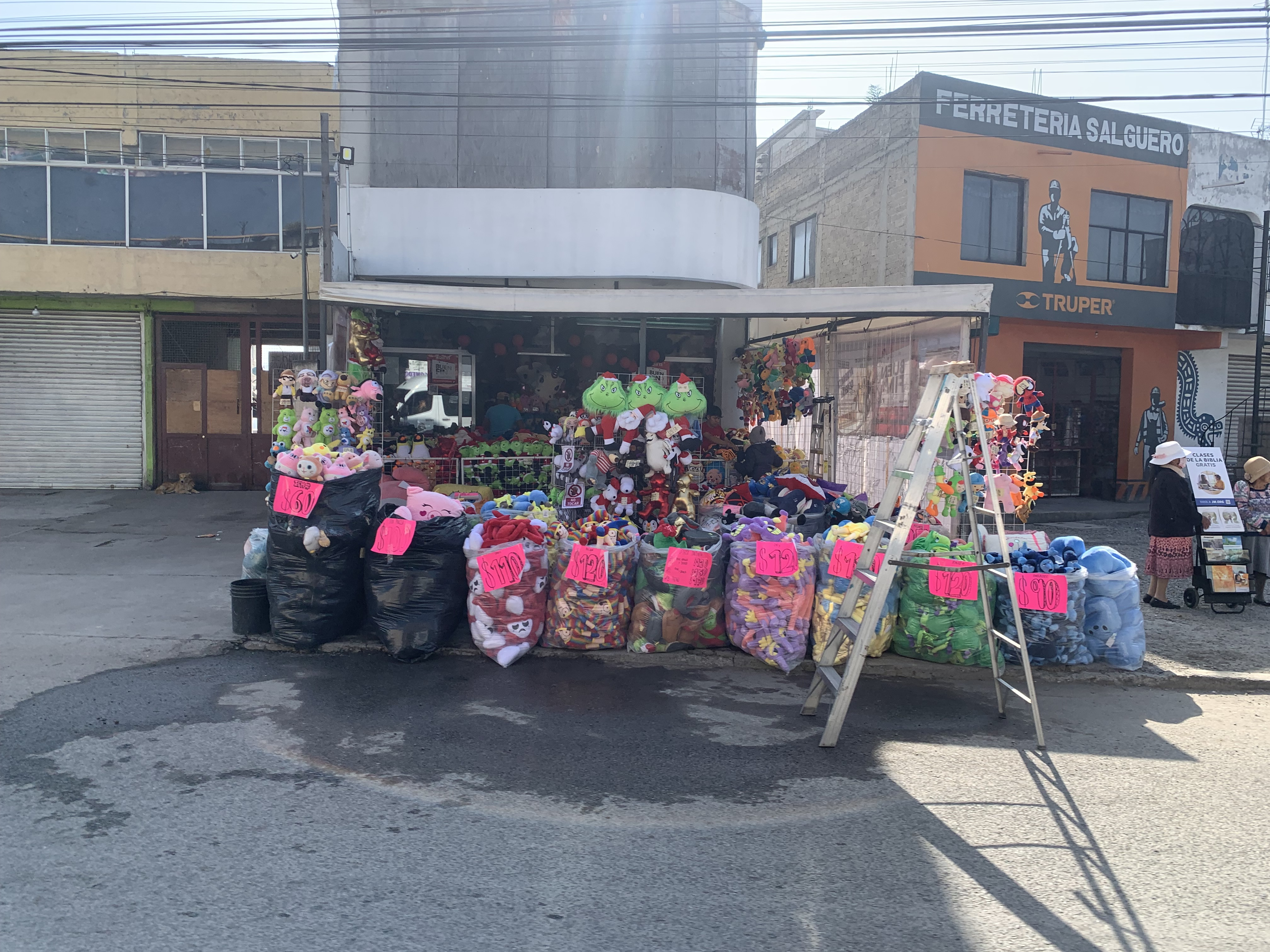
Venta de peluches

Xonacatlan, también apodado como la ciudad del Peluche por la gran producción de peluches que hay en este municipio, ostentan el Record Guiness por hacer el peluche más grande del Mundo. 